# 丹·佩恩
丹·佩恩（Dan Payne，1972年8月4日—）是加拿大的一位演員。他最著名的作品是加拿大電視劇Alice, I Think，他在劇中飾演John這個角色。對於不少兩岸三地的華人觀眾來說，電影《人生第二桿》（Mulligans）是佩恩的代表作。